# Paulus Stephanus Cassel
Paulus Stephanus Cassel, született Selig Cassel (Glogau, 1821. február 27. – Berlin–Friedenau, 1892. december 24.) német teológus és kultúrtörténész, David Cassel testvéröccse.

## Élete
Középiskolai tanulmányai Glogau és Schweidnitz gimnáziumaiban végezte, majd a berlini egyetem hallgatójaként Ranke történész tanítványa volt. Keresztény barátai hatására 1855-ben ő is erre a hitre tért, a keresztségben a Paulus Stephanus neveket vette fel. 1850 és 1856 között az Erfurter Zeitung szerkesztője volt. Előbb erfurti királyi könyvtárnok, 1866-ban a porosz képviselőház tagja, 1867-ben a berlini Krisztus-templomban hitszónok lett. Nagy feltűnést keltettek a német fővárosban (1869–70-ben és máskor) tartott nyilvános felolvasásai a pápák története köréből és a porosz–francia háború után mondott Deutsche Reden-jei (2. kiad. Berlin, 1871). 1891 tavaszán vonult nyugdíjba, azonban írói és szónoki tevékenységét ezután is folytatta.

## Munkái
- Magyarische Altertümer (Berlin, 1848)
- Eddische Studien (Weimar, 1856)
- Der Schwan in Sage und Leben (Berlin, 1861, 3. kiadás 1872)
- Weihnachten - Ursprung, Bräuche und Aberglaube (uo. 1862)
- Das Evangelium der Söhne Zebedäi (Bielefeld, 1870)
- Kaiser- und Königsthrone (Gotha, 1874)
- Löwenkämpfe von Nemea bis Golgatha (uo. 1875)
- Fredegunde, novella (1883)
- Aus Litteratur und Geschichte (Lipcse, 1885, 2. kiad. 1886)
- Japanische Sagen (1885)
- Zoroaster (1885); Krit. Briefe über die Probebibel (1885)
- Friedrich Wilhelm II. (1886)
- Der Elefantenorden (1888)
- Philippus der Kaiser eine Apologie (1888)
- Il Veltro. Dantische Studie (1890)
- Vorträge über die sociale Frage (1891)

1875 óta kiadta a Sunem című teológiai heti folyóiratot. Összes kisebb műveit halála után adták ki Erfurtban. Az első kötet 1893-ban jelent meg.